# 鷹司冬教
鷹司 冬教（たかつかさ ふゆのり、旧字体：鷹司 冬󠄀敎）は、鎌倉時代後期から南北朝時代初期にかけての公卿。太政大臣・鷹司基忠の三男だが、兄・冬平の養子となる。官位は従一位・関白・左大臣。鷹司家5代当主。号は後円光院関白。

## 経歴
延慶2年（1309年）4月、元服と同時に正五位下に叙せられ、禁色を聴される。6月に右近衛中将に任ぜられ、8月に従四位下、10月に正四位下、11月に従三位に叙せられて5歳にして公卿に列す。
延慶3年（1310年）正三位・権中納言に叙任される。12月15日、養父・冬平が太政大臣に任ぜられると、冬教は父に扈従して慶賀を申している。応長元年（1311年）には従二位・権大納言に叙任され、応長2年（1312年）正二位に叙せられた。元応2年（1320年）左近衛大将・左馬寮御監を兼ね、元亨2年（1322年）内大臣、元亨3年（1323年）には東宮傅を兼ねて元亨4年（1324年）に左大臣に任ぜられた。正中3年（1326年）東宮傅を辞任。
嘉暦2年（1327年）養父・冬平の薨去を受けて喪に服す。嘉暦4年（1329年）従一位に叙せられて元徳2年（1330年）正月、近衛経忠が冬教を飛び越えて関白・氏長者となったことを不満として辞職したが、同年8月に関白宣下がされた。しかし、元弘3年（1333年）5月17日、後醍醐天皇の詔により光厳天皇の即位が廃され、同天皇が与えた官位は無効となった。しかし、冬教を関白としたのは後醍醐天皇であるため、冬教は解任という形で関白を免ぜられている。建武元年（1334年）右大臣となり、氏長者、治部卿を兼ねた。建武2年（1335年）に左大臣に還ったが、11月に職を辞退した。
建武の新政崩壊後の建武4年（1337年）正月26日に33歳で薨御した。嗣子が無かったため、甥の師平を養子に迎えた。

## 人物
和歌に通じ、『続千載和歌集』以下の勅撰和歌集に七首が入集している。

## 官歴
※以下、註釈の無いものは『公卿補任』の記載に随う。
- 延慶2年（1309年）
  - 4月20日[2]：元服。正五位下に叙し、禁色を聴す。
  - 4月27日：右近衛少将に任ず。
  - 6月12日：右近衛中将に転ず。
  - 8月10日：従四位下に叙す。
  - 10月12日：正四位下に叙す。
  - 11月23日：従三位に叙す（大嘗会叙位院御給）。右中将如元。
- 延慶3年（1310年）
  - 2月8日：権中納言に任ず。右中将如元。
  - 5月11日：正三位に叙す。
- 応長元年（1311年）
  - 閏6月26日：従二位に叙す。
  - 12月21日（1312年1月30日）：権大納言に任ず。
  - 12月23日（1312年2月1日）：勅授帯剣。
- 応長2年（1312年）3月3日：正二位に叙す。
- 正和2年（1313年）7月7日：服暇す。
- 元応2年（1320年）
  - 4月12日：左近衛大将を兼ぬ。
  - 5月14日：左馬寮御監に補す[3]。
- 元亨2年（1322年）
  - 8月11日：内大臣に任ず。
  - 8月12日：左大将還宣旨を下す。
- 元亨3年（1323年）
  - 正月11日：左近衛大将を辞す。
  - 正月13日：左右近番長各一人を賜い、近衛各三人を随身と為す。
  - 9月28日：東宮傅を兼ぬ。
- 元亨4年（1324年）4月27日：左大臣に転ず。東宮傅如元[3]。
- 正中3年（1326年）3月20日：東宮傅を辞す。
- 嘉暦2年（1327年）
  - 正月19日：服解（父）。
  - 4月12日：復任。
- 嘉暦4年（1329年）正月5日：従一位に叙す。
- 元徳2年（1330年）
  - 正月27日：辞任。
  - 8月25日：関白宣下。同日内覧兵仗宣下。
- 元徳3年（1331年）正月30日：左大臣を辞す。
- 元弘3年（1333年）5月17日：関白を辞す。
- 建武元年（1334年）
  - 10月9日：右大臣に任じ、氏長者と為す。
  - 12月17日（1335年1月12日）：治部卿を兼ぬ。
- 建武2年（1335年）
  - 2月16日：左大臣に転ず。氏長者治部卿如元。
  - 11月19日：所職并びに氏長者を辞す。

## 系譜
- 父：鷹司基忠（1247-1313）
- 母：衣笠経平の娘
- 養父：鷹司冬平（1275-1327）
- 妻：一条内実の娘
- 養子
  - 男子：鷹司師平（1311-1353） - 鷹司冬平の子